# U 24 (U-Boot, 1913)
U 24 war ein U-Boot der deutschen Kaiserlichen Marine.

## Bau und Indienststellung
Das Boot war ein sogenanntes Zweihüllenboot, als Hochseeboot in einem Amtsentwurf konzipiert. Der Auftrag zum Bau des Bootes wurde am 18. März 1911 an die Germaniawerft in Kiel erteilt. Am 21. Dezember 1911 wurde es auf Kiel gelegt und der Stapellauf erfolgte am 24. Mai 1913. Die Indienststellung war am 6. Dezember 1913 unter dem Kommando von Kapitänleutnant Rudolf Schneider.

## Technik
Das Boot war 64,7 m lang und 6,32 m breit und hatte einen Tiefgang von 3,45 m sowie eine Verdrängung von 669 Tonnen über und 864 Tonnen unter Wasser. Die Besatzung bestand aus 35 Mann, darunter vier Offiziere. Die Maschinen für die Überwasserfahrt waren zwei Sechs-Zylinder-Zweitakt Dieselmotoren mit zusammen 1.324 kW (1.800 PS) und wurden auf der Germaniawerft in Kiel gebaut. Zur Unterwasserfahrt kamen zwei SSW-Doppel-Modyn-Elektromotoren mit zusammen 883 kW (1.200 PS) zum Einsatz. Damit waren Geschwindigkeiten von 16,7 kn über Wasser bzw. 10,3 kn unter Wasser möglich. Der Aktionsradius des Boots betrug bis zu 9910 NM bei Überwasserfahrt. Bei getauchter Fahrt mit 5 kn Marschgeschwindigkeit wurden bis zu 85 NM erreicht. Die maximale Tauchtiefe betrug 50 Meter. Die sechs mitgeführten Torpedos konnten über zwei Bug- und zwei Heckrohre verschossen werden. Das 8,8-cm-Geschütz wurde 1916 durch ein weiteres 8,8-cm-Geschütz ergänzt.

## Einsätze und Verbleib
U 24 unternahm insgesamt 26 Feindfahrten, auf denen es 33 Handelsschiffe mit einer Gesamttonnage von 105.732 BRT und ein Kriegsschiff mit 15.250 Tonnen versenkte. Nach anderen Quellen versenkte das U-Boot insgesamt 34 Schiffe mit einer Gesamttonnage von 106.122 BRT und ein Kriegsschiff mit 15.000 BRT. Drei Schiffe mit einer Tonnage von 14.318 BRT wurden beschädigt und 1 Schiff mit 1.925 BRT wurde als Prise aufgebracht.
Am 26. Oktober 1914 torpedierte das Boot als erstes ohne Vorwarnung ein unbewaffnetes Handelsschiff. Bei dem Schiff handelte es sich um die Amiral Ganteaume; sie konnte zu einem Hafen geschleppt werden.
Am Neujahrstag 1915 versenkte U 24 mit zwei Torpedotreffern das britische Linienschiff Formidable (15.800 Tonnen) im Ärmelkanal vor der Isle of Portland. Dabei verloren 547 Menschen ihr Leben.
Am 28. Juni 1915 verfolgte das Boot vor der Küste Cornwalls den Maultier-Transporter Armenian (8.825 BRT) und versenkte ihn durch Artillerie und Torpedos. Bei dem Untergang starben 29 Menschen, darunter auch US-amerikanische Maultierführer, sowie 1.400 Maultiere.
Am 19. August 1915 versenkte U 24 vor dem Old Head of Kinsale an der südirischen Küste ohne Vorwarnung den britischen Passagierdampfer Arabic (15.801 BRT) der White Star Line. 44 Menschen kamen ums Leben, darunter wiederum zwei US-Amerikaner.
Vom 24. August 1917 bis Kriegsende wurde U 24 zu Übungs- und Ausbildungszwecken eingesetzt.
Das Boot wurde am 22. November 1918 an Großbritannien ausgeliefert und 1922 in Swansea abgewrackt.

## Versenkte Schiffe (Auswahl)
Die folgende Liste enthält Schiffe mit einer Tonnage von mehr als 1000 Bruttoregistertonnen, die von U 24 versenkt wurden:
1. Britischer Kohledampfer Lochwood (2.042 BRT) am 2. April 1915[17]
2. Britischer Dampfer City Of Bremen (1.258 BRT) am 4. April 1915[18]
3. Britischer Dampfer Indrani (3.640 BRT) am 27. Juni 1915[19]
4. Britisches Segelschiff Dumfriesshire (2.565 BRT) am 28. Juni 1915[20]
5. Britischer Dampfer Scottish Monarch (5.043 BRT) am 29. Juni 1915[21]
6. Norwegisches Segelschiff Thistlebank (2.430 BRT) am 30. Juni 1915[22]
7. Italienisches Segelschiff Sardomene (2.000 BRT) am 1. Juli 1915[23]
8. Britischer Dampfer Welbury (3.591 BRT) am 1. Juli 1915[24]
9. Norwegischer Dampfer Geiranger (1.081 BRT) am 7. August 1915[25]
10. Britischer Dampfer Cairo (1.671 BRT) am 13. August 1915[26]
11. Britischer Dampfer Dunsley (4.930 BRT) am 19. August 1915[27]
12. Britischer Dampfer New York City (2.970 BRT) am 19. August 1915[28]
13. Britischer Dampfer Van Stirum (3.284 BRT) am 25. Dezember 1915[29]
14. Britischer Tanker El Zorro (5.989 BRT) am 28. Dezember 1915[30]
15. Britischer Dampfer Stanley (3.987 BRT) am 21. März 1917[31]
16. Norwegisches Segelschiff Svendsholm (3.987 BRT) am 22. März 1917[32]
17. Britischer Dampfer Glenogle (7.682 BRT) am 27. März 1917[33]
18. Britischer Dampfer Cannizaro (6.133 BRT) am 28. März 1917[34]
19. Britischer Dampfer Elele (6.557 BRT) am 18. Juni 1917[35]
20. Britischer Dampfer English Monarch (4.947 BRT) am 18. Juni 1917[36]

## Kommandanten
| Dienstgrad           | Name               | von              | bis            |
| -------------------- | ------------------ | ---------------- | -------------- |
| Kapitänleutnant      | Rudolf Schneider   | 6. Dezember 1913 | 3. Juni 1916   |
| Kapitänleutnant      | Walter Remy        | 4. Juni 1916     | 10. Juli 1917  |
| Kapitänleutnant      | Otto von Schubert  | 11. Juli 1917    | 1. August 1917 |
| Kapitänleutnant      | Waldemar Haumann   | ?                | ?              |
| Kapitänleutnant      | Max Bräutigam      | ?                | ?              |
| Kapitänleutnant      | Bruno Krumhaar     | März 1918        | April 1918     |
| Oberleutnant zur See | Eugen von Beulwitz | ?                | ?              |
| Kapitänleutnant      | Ernst Bücker       | ?                | ?              |
| Oberleutnant zur See | Kurt Ledderhose    | Juli 1918        | ?              |